# Xian de Weiyuan (Gansu)
Pour les articles homonymes, voir Weiyuan.
Le xian de Weiyuan (渭源县 ; pinyin : Wèiyuán Xiàn) est un district administratif de la province du Gansu en Chine. Il est placé sous la juridiction de la ville-préfecture de Dingxi.

## Démographie
La population du district était de 335 568 habitants en 1999.